# Marlhes
Marlhes település Franciaországban, Loire megyében. Lakosainak száma 1338 fő (2022. január 1.). Marlhes Riotord, Saint-Romain-Lachalm, Saint-Victor-Malescours, Jonzieux, Saint-Genest-Malifaux és Saint-Régis-du-Coin községekkel határos.

## Népesség
A település népességének változása:
| Lakosok száma | 971  | 1021 | 1094 | 1382 | 1349 | 1304 | 1292 | 1329 | 1340 | 1338 |
|               | 1968 | 1982 | 1990 | 2006 | 2013 | 2015 | 2017 | 2019 | 2020 | 2022 |